# Calibrachoa hassleriana
Calibrachoa hassleriana là loài thực vật có hoa trong họ Cà. Loài này được (R.E.Fr.) Wijsman mô tả khoa học đầu tiên năm 1990.